# António Lúcio Magessi Tavares
António Lúcio Magessi Tavares (Estremoz, 30 de abril de 1806 — Castelo de Vide, 7 de dezembro de 1877) foi um oficial do Exército Português, defensor da causa miguelista durante a Guerra Civil Portuguesa, que se destacou como polemista e escritor. Era filho do general miguelista António Tavares Magessi.

## Biografia
Nasceu em Estremoz, filho do oficial do Exército António Tavares Magessi, então colocado na guarnição daquela vila. Cursou a Escola do Exército e iniciou uma carreira militar na arma de cavalaria que seguiu até atingir o posto de capitão. Feito fidalgo da casa real por alvará de 6 de julho de 1825, foi um dos apoiantes da legitimidade de D. Miguel I de Portugal, distinguindo-se, como o seu pai, como um dos oficiais que se opuseram à Carta Constitucional de 1826 e que participaram em diversas revoltas anti-cartistas naquele ano. Manteve-se fiel ao miguelismo durante a Guerra Civil Portuguesa, sendo um dos oficiais que apenas se renderam com a Convenção de Évora-Monte. Foi então expulso do Exército, iniciando uma carreira como polemista e escritor.
Entre outras obras, é autor das seguintes monografias:
- Breves reflexões sobre algumas matérias contidas nos quatro primeiros volumes do Judeu Errante, Lisboa, 1845;
- Demonstração dos erros e contradições mais notáveis da obra de Eugène Sue intitulada «O Judeu Errante», Lisboa, 1845;
- A voz do Profeta, respondida pela voz da Verdade, Lisboa, 1848;
- Demonstração histórica e documentada da aparição de Cristo nos campos de Ourique, contra a opinião do sr. A. Herculano, Lisboa, 1846;
- Carta em resposta a outra do sr. A. Herculano, que tem por titulo «Solemnia verba», Lisboa, 1850.